# FC Kristall Smolensk
El FC Kristall Smolensk fue un equipo de fútbol de Rusia que jugó en la Primera División de Rusia, la segunda división nacional.

## Historia
El club de fútbol "Kristall" fue fundado en 1992 en Smolensk como resultado de la fusión de los equipos FC Diffusion y MFC Kristall. En enero de 1995 se fusionó con el club Iskra Smolensk, formando el equipo del CSK VVS Kristall. Desde 1998, se le conoce nuevamente como "Kristall".
Los fundadores de FC Kristall fueron la administración de la región de Smolensk, la administración de la ciudad de Smolensk, la asociación de producción para el procesamiento de diamantes Kristall y la asociación Smolensk diamonds.
El club tenía la tarea de llegar a la liga superior del campeonato de fútbol ruso, pero esto no estaba destinado a hacerse realidad en primer lugar debido a la trágica muerte del director general de la asociación de producción de Kristall Alexander Shkadov en 1998.
A principios de 2000 el Kristall estaba dirigido por el turcomano Kurban Berdyev. Berdyev trajo al club a dos entrenadores turcomanos: Vitaly Kafanov y Yakub Urazsakhatov y cinco jugadores de fútbol turcomanos: Begench Kuliev, Yuri Magdiev, Wladimir Baýramow, Pavel Kharkik y Azat Kuljagazov. El equipo terminó quinto en el torneo de Primera División de la PFL.
El 27 de enero de 2004, en una reunión de los fundadores del FC Kristall Smolensk, se decidió liquidar el club por problemas económicos. El sucesor de Kristall fue el club de fútbol Smolensk, fundado en marzo de 2004, que después de un tiempo pasó a llamarse Dnipro.

## Cronología de Nombres
- 1992: FC SKD Smolensk
- 1993–1994: FC Kristall Smolensk
- 1995–1998: FC CSK VVS-Kristall Smolensk
- 1998–2004: FC Kristall Smolensk

## Récords
- El logro más alto en el campeonato de Rusia - 4.º lugar en la 1.ª división (1998)
- El mayor logro en las Copas de Rusia - 1/16 de final (1997/98, 2001/02, 2002/03)
- Más partidos con el club: Serguéi Gunko  - 338
- Máximo goleador: Valery Solyanik  - 162
- Mayor victoria en primera división: vs. FC Dynamo Stavropol - 6:0 (1997)
- Peor derrota en primera división: Amistad Maikop - 0:5 (1998)

## Entrenadores
| - Lev Platonov (1996) - Valery Nenenko (1997-1998) - Alexander Ignatenko (1999-junio 1999) - Sergey Lomakin (junio 1999-agosto 1999) - Lev Platonov (agosto 1999-mayo 2000) | - Kurban Berdyev (mayo 2000-mayo 2001) - Igor Belanovich (2002) - Alexander Irkhin (2002) - Dmitry Galyamin (2003) - Sergey Pavlov (2003) |